# Bmibaby

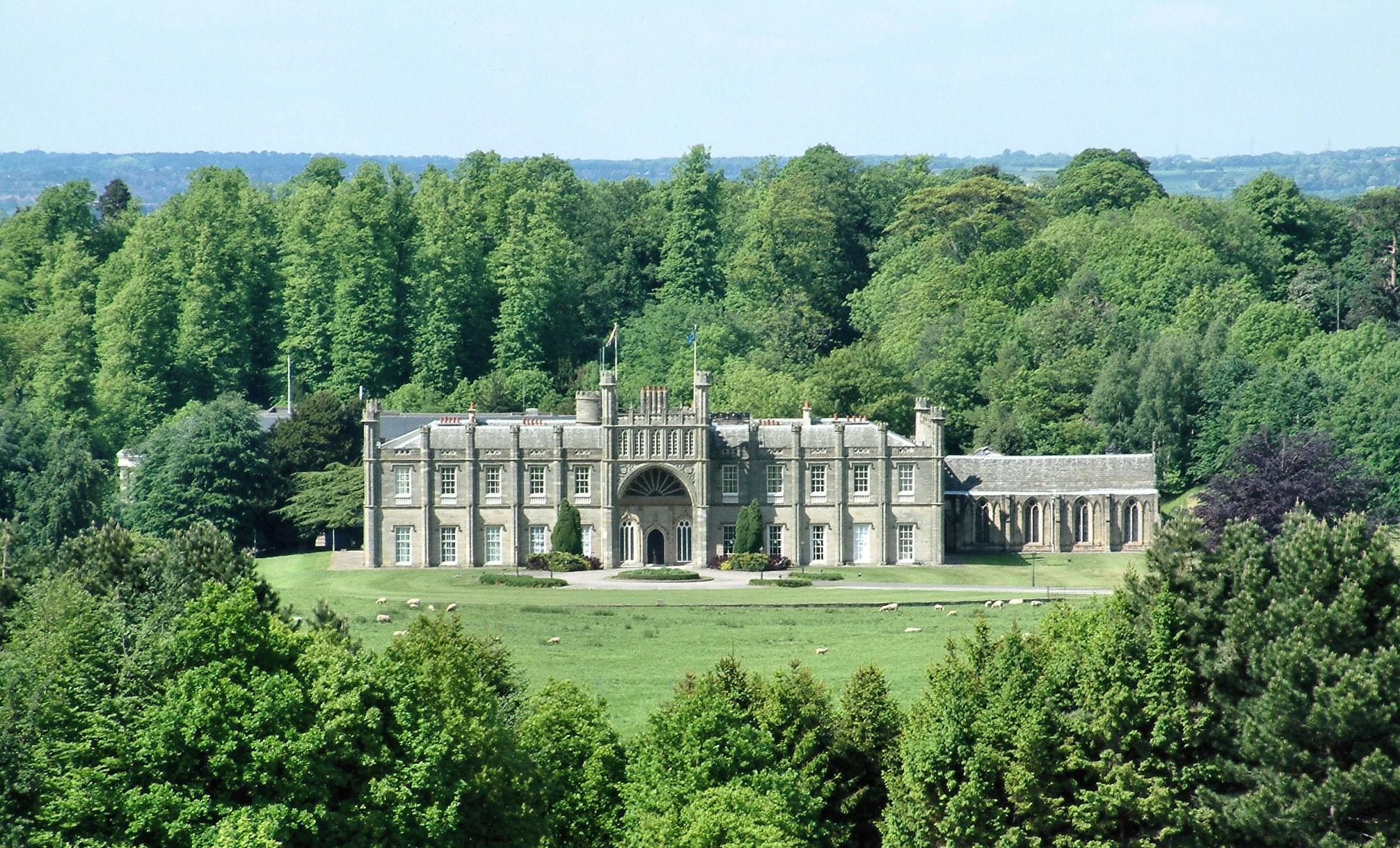
Donington Hall, le siège du bmibaby

Bmibaby était une compagnie aérienne à bas prix (low cost) anglaise, filiale de bmi. Elle a disparu en septembre 2012 à la suite du rachat de sa maison mère, bmi, par la holding International Airlines Group (IAG) qui regroupe British Airways et Iberia.
Bmibaby avait son siège dans le Donington Hall, Castle Donington, en Angleterre.

## Lignes desservies
Avant sa disparition, Bmibaby desservait entre autres les lignes :

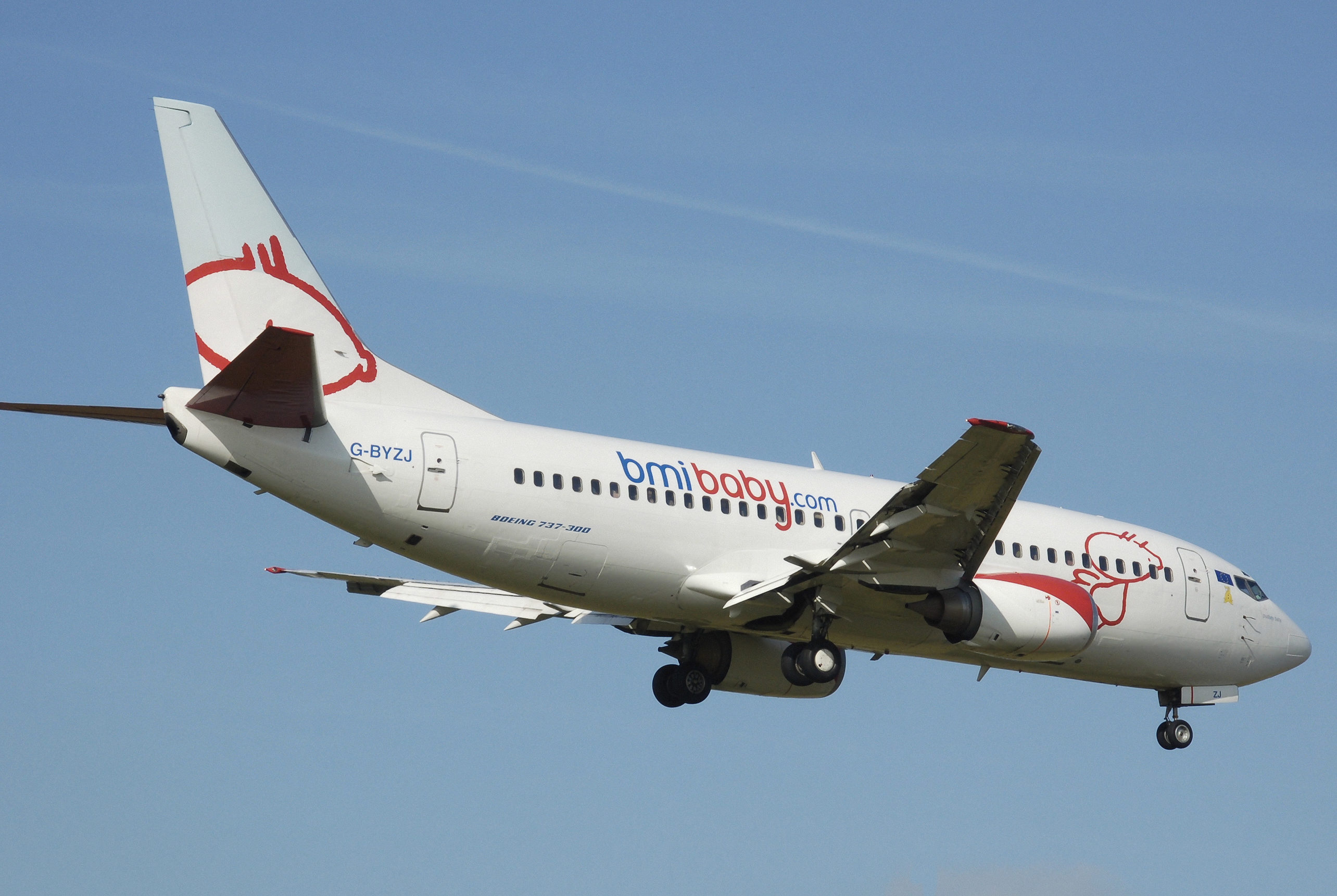
Boeing 737 de la compagnie bmibaby

- Birmingham – Amsterdam
- Birmingham – Knock
- Birmingham – Nice
- Birmingham – Rome
- East Midlands- Amsterdam
- East Midlands - Édimbourg
- East Midlands - Newquay
- Manchester - Lisbonne
- Manchester - Perpignan
- Manchester - Lourdes